# Sar-El
Sar-El (Hebreo: שר-אל) es un programa de voluntarios de las Fuerzas de Defensa de Israel (FDI). Cada año alrededor de 5000 voluntarios de ultramar sirven por dos o tres semanas con las FDI. Su trabajo no es remunerado ni armado, y es principalmente en los servicios de logística, mantenimiento, cáterin, aprovisionamiento o médico. Tener voluntarios para hacer estos trabajos le ahorra dinero al ejército y evita que sean convocados soldados reservistas. Los voluntarios deben tener al menos 17 años de edad (14 años si están acompañados por los padres) y gozar de buena salud. Sar-El está subordinado al Cuerpo de Logística.

## Historia
El programa comenzó en el verano de 1984 por Aharon Davidi (excomandante de los Cuerpos de Paracaidistas y de Infantería de las FDI), cuando debido a la movilización general durante la Guerra del Líbano de 1982, en algunos kibutz en el Golán peligraban los cultivos maduros listos para cosecharse debido a que todos los granjeros en capacidad de trabajar estaban en servicio de reserva en las FDI. En pocas semanas Davidi reclutó cerca de 650 personas para dar su apoyo a Israel a través de trabajo voluntario en bases de las FDI, así los habitantes de los kibbutzim podían volver a trabajar en sus campos. Estos primeros vountarios expresaron su deseo de que este proyecto debería ser perpetuado, y en la primavera de 1983 "Sar-El - El Proyecto Nacional de Voluntarios Para Israel" fue fundado como una organización apolítica sin fines de lucro. Voluntarios de todo el mundo llegan a participar en el proyecto, y al día de hoy, Sar-El está representado en más de 30 países. La mayoría de los voluntarios de Sar-El llegan de Volunteers for Israel" - (VFI)  en los Estados Unidos, Sar-El Canada (Canadian Volunteers for Israel)  en Canadá, y "Volontariat Civil" (UPI) en Francia.

## Estatus legal
Los voluntarios visten uniformes de trabajo de las FDI con hombreras azules, pero no son soldados. Por esta razón su servicio no choca con las leyes militares de los países de origen de los voluntarios, permitiéndoles hacer Sar-El y luego servir en el ejército de su país, o viceversa.

## Significado
Sar-El es el acrónimo en hebreo para Sheirut Le’Yisrael, que significa "Servicio a Israel".